# Bjørn Elmquist
Bjørn Erik Elmquist (født 13. november 1938 i Svendborg) er dansk advokat, journalist og tidligere folketingsmedlem for først Venstre og senest Det Radikale Venstre. Hans farfars bror var Aage Elmquist, politiker for Venstre og justitsminister 1945-1947.
Elmquist blev student fra Østre Borgerdyd Gymnasium i 1957 og cand.jur. fra Københavns Universitet i 1963. Efter endt uddannelse arbejdede han som juridisk rådgiver ved Studentersamfundets Retshjælp, men blev i 1964 sekretær i Udenrigsministeriet, hvor han bl.a. var tilknyttet den danske EF-mission i Bruxelles 1967-70. Han fungerede som EF-korrespondent for DR 1971-76 og var ansat ved TV-Aktualitetsafdelingen fra 1976. Derudover var han kommentator for flere aviser; Weekendavisen 1972-1975, Kristeligt Dagblad 1985-88 og Information 1991-94. 
I 1978 blev han opstillet til Folketinget for Venstre i Aalborg Nordkredsen (Nordjyllands Amtskreds), og opnåede valg 23. oktober året efter. Han repræsenterede Venstre frem til 5. november 1990, og fra 13. november repræsenterede han Det Radikale Venstre. Elmquist blev opstillet for Det Radikale Venstre i Glostrupkredsen i 1990 og i Lyngbykredsen fra 1994. Han var folketingsmedlem frem til valget i 1998, hvor han tabte Lyngbykredsen til Morten Helveg Petersen.
Efter sit exit fra politik har han fungeret som advokat siden 1998, siden 2002 som selvstændig. Ofte har han været forsvarsadvokat i sager, der har haft massiv offentlig bevågenhed, bl.a. sagen mod Jess Wøbbe Bach m.fl. om seksuelt misbrug af hans tre døtre, terrorsagen fra Vollsmose, Elisabeth Wævers sag ved menneskerettighedsdomstolen i Strasbourg i 2003,
sagen mod den tidligere efterretningsagent Frank Grevil, sagen om æresdrabet på Ghazala Khan, sagen mod Roj TV i 2010., og sagen om Ekrem Sahin, der døde i politiets varetægt, efter at være lagt i benlås.
Gennem tiderne har han haft en lang række tillidsposter, bl.a. var han medlem af bestyrelsen i Center for Menneskerettigheder fra 1987, bestyrelsesformand for Amnesty International i Danmark 1992-94 og siden 2004 formand for Retspolitisk Forening.
I 1995 blev han kåret til Årets modigste politiker af FACTS

## Henvisning
1. ↑  Mia L. Christensen (2. oktober 2003). "Barnemorder gift i fængsel". B.T.
2. ↑  Rune Eltard-Sørensen/Monsun (8. december 2010). "ROJ TV revser danske medier". Modkraft.dk.
3. ↑  DR. "Død under anholdelse". 24. november 2011.
4. ↑  Folketinget. "Biografi for Bjørn Elmquist"